# 家島港
家島港（いえしまこう）は、兵庫県姫路市家島町真浦（家島）にある港湾。管理者は兵庫県。地方港湾。

## 港湾区域

### 家島地区
尾崎鼻灯台（北緯34度41分5秒東経134度32分10秒）から347度200メートルの地点から100度970メートルの地点まで引いた線、同地点から180度に引いた線及び陸岸により囲まれた海面。ただし、漁港漁場整備法（昭和25年法律第137号）により指定された家島漁港の区域を除く。

### 網手地区
真浦三角点（109メートル）（北緯34度40分16秒東経134度31分6秒）から124度2590メートルの地点から226度50分2410メートルの地点まで引いた線、同地点から0度1900メートルの地点まで引いた線、同地点から270度1200メートルの地点まで引いた線、同地点から11度7分20秒1300メートルの地点まで引いた線及び陸岸により囲まれた海面。

## 航路
- 高速いえしま・高福ライナー（旅客船）
  - 家島港 - 姫路港